# 都市閃電
都市閃電是通過傑米斯頓來往比勒陀利亞站與約翰內斯堡公園車站的實驗性高速通勤列車服務，由南非運輸服務公司運營。其於1984年1月16日開始服務。

## 歷史
1979年7月，在比勒陀利亞車站和約翰內斯堡公園車站之間引入名為藍花楹快線（Jakarandasnel）的不間斷通勤服務。最初，藍花楹快線需要65分鐘來行駛全長69.4公里的路線。在服役9個月後，列車從原來的6卡加長到8卡。行駛時間也減少到58分鐘。

## 落成
在1983年，為推出更高速的服務而進行測試，最終於1984年1月11日推出都市閃電。其由1984年1月16日起每日運行，從比勒陀利亞到約翰內斯堡的上午所需時間為42分鐘，而下午回程時間則為44分鐘。
都市閃電列車在行駛途中達到160公里/小時的速度。

## 停駛
成本回收不佳，加上對其他較慢的列車服務造成干擾被認為是都市閃電停駛的原因。